# Кам'янська сільська рада (Очаківський район)
Ка́м'янська сільська́ ра́да — колишній орган місцевого самоврядування в Очаківському районі Миколаївської області. Адміністративний центр — село Кам'янка.

## Загальні відомості
- Населення ради: 2 194 особи (станом на 2001 рік)

## Населені пункти
Сільській раді були підпорядковані населені пункти:
- с. Кам'янка
- с. Баланове
- с. Володимирівка
- с. Жовтень
- с. Лиманне
- с. Нове
- с. Шевченко

## Склад ради
Рада складалася з 16 депутатів та голови.
- Голова ради: Стоянова Любов Степанівна
- Секретар ради: Голінко Світлана Володимирівна

### Керівний склад попередніх скликань
| ПІБ                       | Основні відомості                                                         | Дата обрання | Дата звільнення |
| ------------------------- | ------------------------------------------------------------------------- | ------------ | --------------- |
| Кравченко Юрій Васильович | Сільський голова, 1949 року народження, безпартійний                      | 26.03.2006   | 31.10.2010      |
| Стоянова Любов Степанівна | Сільський голова, 1973 року народження, освіта вища, член Партії регіонів | 31.10.2010   |                 |

Примітка: таблиця складена за даними сайту Верховної Ради України